# Danh sách đĩa nhạc của The Chainsmokers
Đây là danh sách đĩa nhạc của bộ đôi DJ người Mỹ The Chainsmokers. Họ đã phát hành bốn album phòng thu, 15 EP, 40 đĩa đơn, 31 video âm nhạc, và 38 bản remix.
Bài hát "#Selfie" năm 2014 trở thành đĩa đơn đầu tiên của họ được xếp hạng tại một quốc gia, xếp cao nhất vị trí thứ hai tại Thụy Điển, thứ 16 trên bảng xếp hạng Billboard Hot 100 của Hoa Kỳ, thứ ba tại Úc, và thứ 11 tại Anh Quốc. Họ đã phát hành EP đầu tay Bouquet vào tháng 10 năm 2015. Đĩa đơn tiếp theo của họ là "Roses" đạt top 10 trên bảng xếp hạng Billboard Hot 100, trong khi "Don't Let Me Down" trở thành đĩa đơn top 5 đầu tiên của họ.
"Closer", hợp tác cùng ca sĩ Halsey, trở thành đĩa đơn quán quân đầu tiên của họ trên bảng xếp hạng Hot 100. Bài hát cũng xếp hạng cao nhất vị trí thứ nhất tại hơn 25 bảng xếp hạng toàn cầu (17 quốc gia) và thứ hai tại 6 quốc gia.

## Album phòng thu
| Tựa đề                 | Chi tiết album                                                                                   |
| ---------------------- | ------------------------------------------------------------------------------------------------ |
| Memories...Do Not Open | - Phát hành: 7 tháng 4 năm 2017 - Nhãn đĩa: Disruptor, Columbia - Định dạng: CD, tải kỹ thuật số |
| Sick Boy               | - Phát hành: 2018 - Nhãn đĩa: Disruptor, Columbia - Định dạng: CD                                |
| World War Joy          | - Phát hành: 2019 - Nhãn đĩa: Disruptor, Columbia - Định dạng: CD                                |
| So Far So Good         | - Phát hành: 2022 - Nhãn đĩa: Disruptor, Columbia - Định dạng: CD                                |

## Đĩa mở rộng (EP)
| Tựa đề   | Chi tiết                                                                                              | Vị trí xếp hạng cao nhất | Vị trí xếp hạng cao nhất | Vị trí xếp hạng cao nhất | Vị trí xếp hạng cao nhất | Vị trí xếp hạng cao nhất | Vị trí xếp hạng cao nhất | Chứng nhận                    |
| Tựa đề   | Chi tiết                                                                                              | Hoa Kỳ                   | Hoa Kỳ Dance             | Úc                       | Canada                   | New Zealand              | Anh Quốc                 | Chứng nhận                    |
| -------- | --- | ------------------------ | ------------------------ | ------------------------ | ------------------------ | ------------------------ | ------------------------ | ----------------------------- |
| Bouquet  | - Phát hành: 23 tháng 10 năm 2015 - Nhãn đĩa: Disruptor - Định dạng: CD, LP, tải kỹ thuật số          | 31                       | 2                        | —                        | 18                       | —                        | —                        | - RIAA: Vàng                  |
| Collage  | - Phát hành: 4 tháng 11 năm 2016 - Nhãn đĩa: Disruptor, Columbia - Định dạng: CD, LP, tải kỹ thuật số | 6                        | 1                        | 23                       | 2                        | 7                        | 49                       | - RIAA: Bạch kim - ARIA: Vàng |
| Sick Boy | - Phát hành: 20 tháng 4 năm 2018 - Nhãn đĩa: Disruptor, Columbia - Định dạng: Tải kỹ thuật số         | —                        | —                        | —                        | —                        | —                        | —                        |                               |

## Các đĩa đơn

### Chính
| Tựa đề                                                                                | Năm  | Vị trí xếp hạng cao nhất | Vị trí xếp hạng cao nhất | Vị trí xếp hạng cao nhất | Vị trí xếp hạng cao nhất | Vị trí xếp hạng cao nhất | Vị trí xếp hạng cao nhất | Vị trí xếp hạng cao nhất | Vị trí xếp hạng cao nhất | Vị trí xếp hạng cao nhất | Vị trí xếp hạng cao nhất | Chứng nhận | Album                                  |
| Tựa đề                                                                                | Năm  | Hoa Kỳ                   | Úc                       | Bỉ (FL)                  | Canada                   | Đan Mạch                 | Ý                        | Na Uy                    | New Zealand              | Thụy Điển                | Anh Quốc                 | Chứng nhận | Album                                  |
| ------------------------------------------------------------------------------------- | ---- | ------------------------ | ------------------------ | ------------------------ | ------------------------ | ------------------------ | ------------------------ | ------------------------ | ------------------------ | ------------------------ | ------------------------ | --- | -------------------------------------- |
| "Erase" (hợp tác với Priyanka Chopra)                                                 | 2012 | —                        | —                        | —                        | —                        | —                        | —                        | —                        | —                        | —                        | —                        | | Đĩa đơn không album                    |
| "The Rookie"                                                                          | 2013 | —                        | —                        | —                        | —                        | —                        | —                        | —                        | —                        | —                        | —                        | | Đĩa đơn không album                    |
| "Selfie"                                                                              | 2014 | 16                       | 3                        | 14                       | 13                       | 9                        | 69                       | 3                        | 12                       | 2                        | 11                       | - RIAA: Bạch kim - ARIA: Bạch kim - BPI: Bạc - FIMI: Bạch kim - GLF: 3× Bạch kim - IFPI DEN: Bạch kim - MC: Bạch kim                                                                                 | Đĩa đơn không album                    |
| "Kanye" (hợp tác với sirenXX)                                                         | 2014 | —                        | —                        | —                        | —                        | —                        | —                        | —                        | —                        | —                        | —                        | | Đĩa đơn không album                    |
| "Let You Go" (hợp tác với Great Good Fine Ok)                                         | 2015 | —                        | —                        | —                        | —                        | —                        | —                        | —                        | —                        | —                        | —                        | | Đĩa đơn không album                    |
| "Good Intentions" (hợp tác với BullySongs)                                            | 2015 | —                        | —                        | —                        | —                        | —                        | —                        | —                        | —                        | —                        | —                        | | Bouquet                                |
| "Roses" (hợp tác với Rozes)                                                           | 2015 | 6                        | 5                        | 22                       | 6                        | 29                       | 42                       | 8                        | 8                        | 13                       | 16                       | - RIAA: 3× Bạch kim - ARIA: 4× Bạch kim - BEA: Vàng - BPI: Vàng - FIMI: Bạch kim - GLF: 4× Bạch kim - IFPI DEN: Vàng - IFPI NOR: Bạch kim - MC: 5× Bạch kim                                          | Bouquet                                |
| "Waterbed" (hợp tác với Waterbed)                                                     | 2015 | —                        | —                        | —                        | —                        | —                        | —                        | —                        | —                        | —                        | —                        | | Bouquet                                |
| "Split (Only U)" (với Tiësto)                                                         | 2015 | —                        | —                        | —                        | —                        | —                        | —                        | —                        | —                        | —                        | —                        | | Đĩa đơn không album                    |
| "Until You Were Gone" (cùng Tritonal hợp tác với Emily Warren)                        | 2015 | —                        | —                        | —                        | —                        | —                        | —                        | —                        | —                        | —                        | —                        | - MC: Vàng | Bouquet                                |
| "New York City"                                                                       | 2015 | —                        | —                        | —                        | —                        | —                        | —                        | —                        | —                        | —                        | —                        | | Bouquet                                |
| "Don't Let Me Down" (hợp tác với Daya)                                                | 2016 | 3                        | 3                        | 4                        | 4                        | 15                       | 7                        | 5                        | 2                        | 5                        | 2                        | - RIAA: 4× Bạch kim - ARIA: 6× Bạch kim - BEA: Bạch kim - BPI: Bạch kim - FIMI: 5× Bạch kim - GLF: 6× Bạch kim - IFPI DEN: Bạch kim - MC: 7× Bạch kim - RMNZ: 2× Bạch kim                            | Collage                                |
| "Inside Out" (hợp tác với Charlee)                                                    | 2016 | —                        | —                        | —                        | 72                       | —                        | —                        | —                        | —                        | —                        | —                        | - MC: Vàng | Collage                                |
| "Closer" (hợp tác với Halsey)                                                         | 2016 | 1                        | 1                        | 1                        | 1                        | 1                        | 2                        | 1                        | 1                        | 1                        | 1                        | - RIAA: 7× Bạch kim - ARIA: 9× Bạch kim - BEA: 2× Bạch kim - BPI: 2× Bạch kim - FIMI: 4× Bạch kim - GLF: 5× Bạch kim - IFPI DEN: Bạch kim - MC: 9× Bạch kim - RMNZ: 2× Bạch kim                      | Collage                                |
| "All We Know" (hợp tác với Phoebe Ryan)                                               | 2016 | 18                       | 8                        | 43                       | 14                       | 35                       | 30                       | 10                       | 10                       | 19                       | 24                       | - RIAA: Vàng - ARIA: 2× Bạch kim - BPI: Bạc - FIMI: Bạch kim - GLF: 2× Bạch kim - MC: Bạch kim - RMNZ: Vàng                                                                                          | Collage                                |
| "Setting Fires" (hợp tác với XYLØ)                                                    | 2016 | 71                       | 50                       | —                        | 35                       | —                        | 84                       | —                        | —                        | 92                       | 55                       | - ARIA: Vàng - MC: Vàng | Collage                                |
| "Paris"                                                                               | 2017 | 6                        | 4                        | 5                        | 2                        | 2                        | 9                        | 3                        | 5                        | 2                        | 5                        | - RIAA: Bạch kim - ARIA: Bạch kim - BPI: Vàng - FIMI: Bạch kim - GLF: Bạch kim - IFPI DEN: Vàng - MC: Bạch kim - RMNZ: Vàng                                                                          | Memories...Do Not Open                 |
| "Something Just Like This" (với Coldplay)                                             | 2017 | 3                        | 2                        | 2                        | 3                        | 5                        | 3                        | 5                        | 5                        | 4                        | 2                        | - RIAA: 3× Bạch kim - ARIA: 7× Bạch kim - BEA: 3× Bạch kim - BPI: 2× Bạch kim - FIMI: 6× Bạch kim - GLF: 9× Bạch kim - IFPI DEN: Bạch kim - IFPI NOR: 3× Bạch kim - MC: 5× Bạch kim - RMNZ: Bạch kim | Memories...Do Not Open và Kaleidoscope |
| "The One"                                                                             | 2017 | 78                       | 36                       | 4                        | 30                       | —                        | 36                       | —                        | —                        | 20                       | 63                       | - ARIA: Vàng - FIMI: Vàng | Memories...Do Not Open                 |
| "Honest"                                                                              | 2017 | 77                       | —                        | —                        | 93                       | —                        | —                        | —                        | —                        | —                        | —                        | | Memories...Do Not Open                 |
| "Young"                                                                               | 2017 | —                        | —                        | —                        | 65                       | —                        | —                        | —                        | —                        | —                        | —                        | | Memories...Do Not Open                 |
| "Sick Boy"                                                                            | 2018 | 65                       | 37                       | 30                       | 29                       | 13                       | 61                       | 3                        | 25                       | 8                        | 35                       | - ARIA: Vàng - BEA: Vàng | Sick Boy                               |
| "You Owe Me"                                                                          | 2018 | —                        | 73                       | —                        | 74                       | —                        | —                        | —                        | —                        | 55                       | 97                       | | Sick Boy                               |
| "Everybody Hates Me"                                                                  | 2018 | 100                      | 50                       | —                        | 71                       | —                        | 96                       | 33                       | —                        | 32                       | 81                       | | Sick Boy                               |
| "Somebody" (hợp tác với Drew Love)                                                    | 2018 | —                        | —                        | —                        | —                        | —                        | —                        | —                        | —                        | —                        | —                        | | Sick Boy                               |
| Ký hiệu "—" chỉ bản thu không được xếp hạng hoặc không được phát hành tại khu vực đó. |      |                          |                          |                          |                          |                          |                          |                          |                          |                          |                          | |                                        |

## Các bài hát được xếp hạng khác
| Tựa đề                                                                                | Năm  | Vị trí xếp hạng cao nhất | Vị trí xếp hạng cao nhất | Vị trí xếp hạng cao nhất | Vị trí xếp hạng cao nhất | Vị trí xếp hạng cao nhất | Vị trí xếp hạng cao nhất | Album                  |
| Tựa đề                                                                                | Năm  | Hoa Kỳ Bub.              | Hoa Kỳ Dance             | Canada                   | Pháp                     | New Zealand Heat.        | Thụy Điển                | Album                  |
| ------------------------------------------------------------------------------------- | ---- | ------------------------ | ------------------------ | ------------------------ | ------------------------ | ------------------------ | ------------------------ | ---------------------- |
| "Break Up Every Night"                                                                | 2017 | 7                        | 12                       | 61                       | —                        | 3                        | 44                       | Memories...Do Not Open |
| "Bloodstream"                                                                         | 2017 | 18                       | 15                       | 60                       | —                        | —                        | 89                       | Memories...Do Not Open |
| "Don't Say" (hợp tác với Emily Warren)                                                | 2017 | —                        | 19                       | 63                       | —                        | —                        | —                        | Memories...Do Not Open |
| "My Type" (hợp tác với Emily Warren)                                                  | 2017 | 17                       | 14                       | 66                       | —                        | —                        | —                        | Memories...Do Not Open |
| "It Won't Kill Ya" (hợp tác với Louane)                                               | 2017 | —                        | 24                       | 84                       | 70                       | —                        | —                        | Memories...Do Not Open |
| "Wake Up Alone" (hợp tác với Jhené Aiko)                                              | 2017 | —                        | 23                       | —                        | —                        | —                        | —                        | Memories...Do Not Open |
| "Last Day Alive" (hợp tác với Florida Georgia Line)                                   | 2017 | 19                       | 16                       | 94                       | —                        | —                        | —                        | Memories...Do Not Open |
| Ký hiệu "—" chỉ bản thu không được xếp hạng hoặc không được phát hành tại khu vực đó. |      |                          |                          |                          |                          |                          |                          |                        |

## Remix

### 2013
- Jónsi – "Around Us" (The Chainsmokers Remix)
- Tonite Only – "We Run The Nite" (The Chainsmokers Remix)
- Two Door Cinema Club – "Sleeping Alone" (The Chainsmokers Remix)
- Little Daylight – "Overdose" (The Chainsmokers Remix)
- Daughter – "Medicine" (The Chainsmokers Remix)
- Phoenix – "Trying to Be Cool" (The Chainsmokers Remix)
- Say Lou Lou – "Julian" (The Chainsmokers Remix)
- ASTR – "Operate" (The Chainsmokers Remix)
- Smallpools – "Dreaming" (The Chainsmokers Remix)
- The Killers – "Miss Atomic Bomb" (The Chainsmokers Remix)
- Fenech-Soler – "Last Forever" (The Chainsmokers Remix)
- Cash Cash hợp tác với Bebe Rexha – "Take Me Home" (The Chainsmokers Remix)
- The Wanted – "We Own The Night" (The Chainsmokers Remix)
- Banks – "Change" (The Chainsmokers Remix)
- Icona Pop – "Girlfriend" (The Chainsmokers Remix)
- Mikky Ekko – "Kids" (The Chainsmokers Remix)
- The Colourist – "Fix This" (The Chainsmokers Remix)

### 2014
- Tove Lo – "Habits (Stay High)" (The Chainsmokers Remix)
- NONONO – "Pumpin Blood" (The Chainsmokers Remix)
- Ellie Goulding – "Goodness Gracious" (The Chainsmokers Remix)
- Bastille – "Flaws" (The Chainsmokers Remix)
- Strange Talk – "Young Hearts" (The Chainsmokers Remix)
- Chromeo – "Jealous (I Ain't With It)" (The Chainsmokers Remix)
- Adventure Club hợp tác với The Kite String Tangle – "Wonder" (The Chainsmokers Remix)
- Foxes – "Holding Onto Heaven" (The Chainsmokers Remix)
- Guy Sebastian – "Like A Drum" (The Chainsmokers Remix)
- José González – "Step Out" (The Chainsmokers Remix)
- Bebe Rexha – "I Can't Stop Drinking About You" (The Chainsmokers Remix)
- Anna of the North – "Sway" (The Chainsmokers Remix)
- Josef Salvat – "Open Season" (Une Autre Saison) (The Chainsmokers Remix)
- Neon Trees – "Sleeping With A Friend" (The Chainsmokers Remix)
- A-Trak hợp tác với Andrew Wyatt – "Push" (The Chainsmokers Remix)

### 2015
- Clean Bandit & Jess Glynne – "Real Love" (The Chainsmokers Remix)
- Steve Aoki hợp tác với Fall Out Boy – "Back To Earth" (The Chainsmokers Remix)
- Life Of Dillon – "Overload" (The Chainsmokers Remix)

## Video âm nhạc
| Tựa đề                                                        | Năm  | Đạo diễn                          |
| ------------------------------------------------------------- | ---- | --------------------------------- |
| "#SELFIE"                                                     | 2014 | Taylor Stephens và Ike Love Jones |
| "Kanye" (hợp tác với sirenXX)                                 | 2014 | Niklaus Lange                     |
| "Let You Go" (hợp tác với Great Good Fine Ok)                 | 2015 | Joe Zohar                         |
| "Good Intentions" (hợp tác với BullySongs)                    | 2015 | Joe Zohar                         |
| "Roses" (hợp tác với ROZES)                                   | 2015 | Impossible Brief                  |
| "Until You Were Gone" (với Tritonal hợp tác với Emily Warren) | 2015 | Joe Zohar                         |
| "Don't Let Me Down" (hợp tác với Daya)                        | 2016 | Marcus Kuhne                      |
| "Closer" (Lyric) (hợp tác với Halsey)                         | 2016 | Rory Kramer                       |
| "Closer" (hợp tác với Halsey)                                 | 2016 | Dano Cerny                        |
| "Setting Fires" (Lyric) (hợp tác với XYLØ)                    | 2016 | James Zwadlo                      |
| "All We Know" hợp tác với Phoebe Ryan)                        | 2016 | Rory Kramer                       |
| "Paris"                                                       | 2017 | Mister Whitmore                   |
| "Sick Boy"                                                    | 2018 | Brewer                            |
| "You Owe Me"                                                  | 2018 | Rory Kramer                       |

|}